# バーナード・バーク

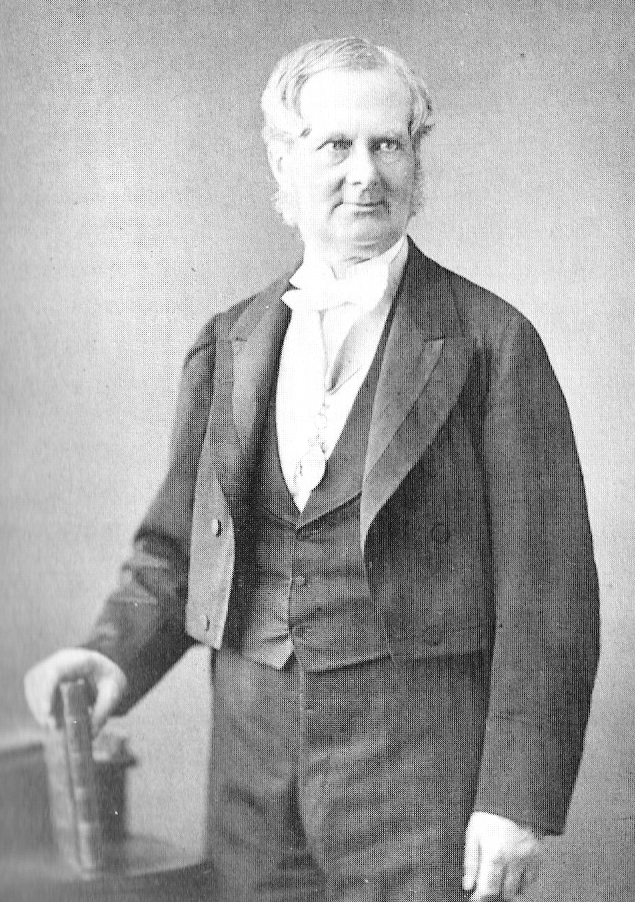
バーナード・バークの肖像写真、1876年出版。

サー・ジョン・バーナード・バーク（Sir John Bernard Burke CB MRIA、1814年1月5日 – 1892年12月12日）は、イギリスの系譜学者、紋章官。1853年から1892年までアルスター上級紋章官を務めたほか、『バーク貴族・準男爵名鑑』と『バーク地主ジェントリ名鑑』を長年にわたって編集したことで知られる。もっとも、バークが疑わしい系図を無批判で名鑑に追加したことは広く批判され、名鑑が信用を取り戻すのは息子ヘンリー・ファーナム・バークの代となる。

## 生涯

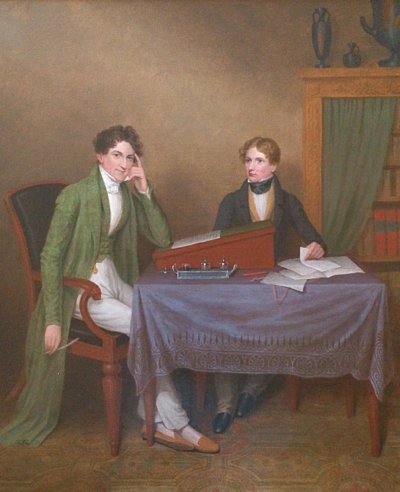
バーナード・バークと父ジョン・バーク、アダム・バック画。

ジョン・バークと妻メアリー（1786年 – 1846年11月12日、バーナード・オライリーの娘）の次男として、1814年1月5日にロンドンで生まれた。兄に弁護士ピーター・バークがいる。ロバート・アーチボルド・アームストロングがチェルシーで開設した学校に通った後、カトリック信者だったためノルマンディーのカーン・コレージュに進学した。1835年12月30日にミドル・テンプルに入学して、1839年1月25日に弁護士資格免許を取得した。弁護士として貴族法や系譜学に関する案件に関わった。
1840年より父の系譜学に関する著作の出版を手伝い、1848年に父が死去した後もそれを続けた。具体的には『バーク貴族・準男爵名鑑』第9版（1847年）以降1892年に死去するまで毎年版を重ね、『バーク地主ジェントリ名鑑』も第3版（1843年、1849年）から第7版（1886年）まで編集した。このほか、1883年に『廃絶・休止爵位名鑑』（Extinct and Dormant Peerage）の更新版を出版した。
1853年12月にアルスター上級紋章官に任命され、1854年2月22日に騎士爵に叙され、同1854年にロイヤル・アイリッシュ・アカデミー会員に選出された。紋章官への任命に伴いダブリンに引っ越した。アルスター上級紋章官として宮廷の儀礼を古風で派手なものにし、その一例として1868年に王太子エドワードがダブリンの聖パトリック大聖堂で聖パトリック騎士団員に叙されたときの儀式が挙げられる。
1853年にダブリン城記録官（keeper of the records in Dublin Castle）に任命され、1855年に第4代スタンホープ伯爵フィリップ・スタンホープの後任として暫定のアイルランド国務文書記録官（Keeper of the State Papers in Ireland、1867年に正式に就任）に任命された。アイルランド国務文書記録官として、ダブリン城のバーミンガム・タワー（Bermingham Tower）にある文書の整理に取り掛かった。これらの文書は『英国人名事典』で「カオスな手稿」、『アイルランド人名事典』で「おろそかにされた状態」と形容され、バークは文書を分類して閲覧を容易にした。1862年、ダブリン大学よりLL.D.の名誉学位を授与された。
1866年にパリに派遣され、フランス第二帝政の公文書保存制度を調査して報告書を提出した。この報告書に基づき1867年公文書（アイルランド）法（Public Records (Ireland) Act 1867）が成立、アイルランドの公文書の保存手法が改革された。1868年12月7日、バス勲章コンパニオンを授与された。1874年、アイルランド国立美術館理事に就任した。
1892年12月12日、アルスター上級紋章官に在職のままダブリンのアッパー・リーソン・ストリートにある自宅タラメイン・ハウス（Tullamaine House）で死去した。遺体はダブリンのウェストランド・ローにあるセント・アンドルー教会に埋葬された。死後、四男アシュワース・ピーター・バークが貴族名鑑と地主ジェントリ名鑑の編集を引き継いだ。

## 人物・評価
私生活では親切、素直でふるまいが上品だった。
バーク貴族名鑑と地主ジェントリ名鑑は版を重ねるごとに内容が詳細になっていったが、同時代の学者には正確性を批判された。紋章官ジョージ・バーネットは1865年にパンフレットを匿名で出版し、バーク貴族名鑑の不正確さを示したうえで、バーク地主ジェントリ名鑑の系譜を「まったく無価値」と批判した。歴史学者エドワード・オーガスタス・フリーマンも1877年のレビューでバークが掲載したフィッツウィリアム家、レイトン家、ウェイク家、ストートン家の起源が不合理であると批判し、バークが紋章官を務めていたためこれらの起源主張が半公式に認められたに等しいとした。1901年には系譜学者J・ホレス・ラウンドがバークの犯した誤りとして、疑わしい系図を無批判で名鑑に追加したことと、家族史における不名誉な事実を省略したことを挙げた。
バーク貴族名鑑と地主ジェントリ名鑑が信用を回復するのは息子ヘンリー・ファーナム・バークの代となる。

## 著作
『バーク貴族・準男爵名鑑』、『バーク地主ジェントリ名鑑』以外の著作には下記が挙げられる。
- The Roll of Battle Abbey（1848年）[3]
- Historic Lands of England（1848年）[3]
- Anecdotes of the Aristocracy（1849年 – 1850年初版）[3]
  - The Romance of the Aristocracy（1855年） - Anecdotes of the Aristocracyの更新版[3]
- Visitation of Seats and Arms（1852年 – 1854年）[3]
- Family Romance（1853年初版、1860年第3版）[3]
- The Book of the Orders of Knighthood（1858年）[3]
- Vicissitudes of Families（1859年初版、1859年第3版、1861年第5版。1861年に第2シリーズ、1863年に第3シリーズ）[3]
- The Rise of Great Families（1873年、1882年）[3]
- The sovereigns of England from the Norman conquest（1876年）[6]
- The Book of Precedence（1881年）[3]
- Genealogical and Heraldic History of the Colonial Gentry（1892年）[3]

## 家族
1856年1月8日、バーバラ・フランシス・マケヴォイ（Barbara Frances MacEvoy、1887年1月15日没、ジェームズ・マケヴォイの娘）と結婚、7男1女をもうけた。
- コンスタンス・メアリー・テリーザ（1857年4月18日 – 1910年3月16日） - 生涯未婚[2]
- ヘンリー・ファーナム（1859年6月12日 – 1930年8月21日） - 紋章官。1885年4月23日、ヘレナ・メアリー・レイ・パーマー（Helena Mary Ray Palmer、1955年4月1日没、ヘンリー・ポラード・パーマーの娘）と結婚、子供あり[2]
- バーナード・ルイス（1861年5月17日 – 1892年7月5日） - アスローン紋章属官（英語版）、生涯未婚[2]
- ハロウェン・ジョセフ（Harlowen Joseph、1863年3月3日 – 1888年11月13日） - 生涯未婚[2]
- アシュワース・ピーター（Ashworth Peter、1864年9月8日 – 1919年8月6日） - 『バーク貴族・準男爵名鑑』、『バーク地主ジェントリ名鑑』の編集者を務めた。生涯未婚[2]
- エドワード・プランケット（1866年7月1日 – 1899年3月17日） - 1892年3月19日、メアリー・ダーシー（Mary D'Arcy、1931年9月9日没、マシュー・ピーター・ダーシーの娘）と結婚、子供あり[2]
- ジョン・エドワード（1868年3月19日 – 1909年3月9日） - アスローン紋章属官、生涯未婚[2]
- アーサー・メレディス（1872年8月17日 – 1920年4月7日） - 『米国名家要覧』（The Prominent Families of the USA）を著した。1900年1月9日、ガートルード・コールフィールド（Gertrude Caulfield、1959年2月23日没、ジェームズ・フランシス・コールフィールドの娘）と結婚、子供あり[2]

## 関連図書
- Wood, James, ed. (1907). "Burke, Sir John Bernard" . The Nuttall Encyclopædia (英語). London and New York: Frederick Warne.